# الفروق بين الجنسين في التعليم

خريطة للعالم توضح نسبة الاختلاف في المتعلمين تبعاً للجنس في مختلف الدول.

تعد الفروق بين الجنسين في التعليم من أشكال التمييز القائم على الجنس في النظام التعليمي لتؤثر بذلك على الرجال والنساء على حد سواء خلال دراستهم وبعدها، ، إلا أن المرأة تحقق نجاحا أعلى وتمثيلا أكثر تميزا على مستوى كافة المراحل حيث أنها تحصل على معظم الدرجات الأكاديمية الممنوحة في مرحلة التعليم ما بعد الثانوي- على وجه الخصوص- في بعض الدول.

## إحصائيات
ويمكن القول أن المتعلمين هم غالبا من الرجال على مستوى العالم، إذا يقابل كل 100 رجل متعلم 88 امرأة متعلمة، إلا أن الفجوة في نسبة الاختلاف هذه تزداد في بعض الدول، ففي بنجلاديش على سبيل المثال، يقابل كل 100 رجل متعلم 62 امرأة متعلمة.
ورغم كل هذه الظروف، أظهرت دراسة أعدتها منظمة التعاون والتطوير الاقتصادي وشملت 43 دولة نامية أن الإناث ذوات 15 عاما كن يتقدمن على الذكور في مهارات القراءة والكتابة، وكانت ثقتهن في أن يحصلن على وظائف بدخل مادي عال أكبر من الذكور، وفي الولايات المتحدة على سبيل المثال، تتقدم الإناث على الذكور جليا في مهارة الكتابة على مستوى كافة المراحل في التعليم الإعدادي والثانوي على حد سواء، ، إلا أن أداء الذكور في الرياضيات كان أعلى بقليل من أداء الإناث.

### أغلبية نسوية

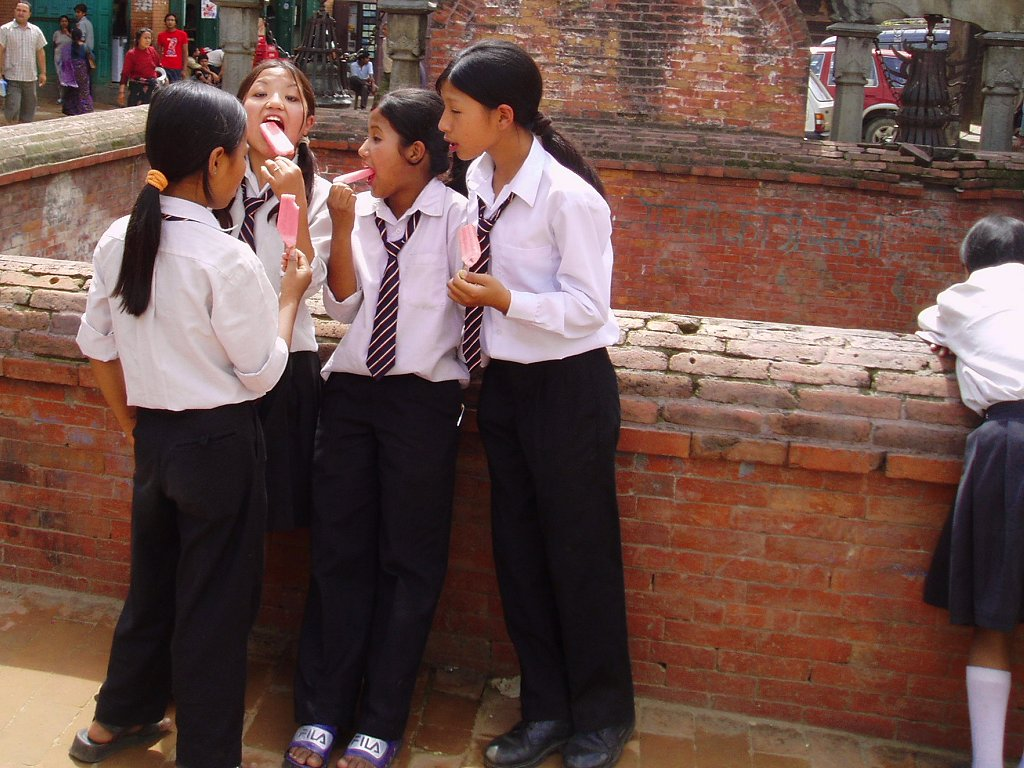
منذ القرن 20، ازداد احتمال التحاق الإناث بالمدارس والكليات بشكل ملحوظ.

وبلغت نسبة الطلاب الجامعيين الذكور إلى الإناث 43 إلى 57 في متوسطات عام 2005 في الولايات المتحدة، وفي الفترة بين عامي 2005 و 2006، حازت المرأة على درجات زمالة وبكالوريوس وماجستير أكثر من الرجل، وقد كان من نصيبها 48.9% من درجات الدكتوراه و 49.8% من شهادات المحترفين الأوائل، ويتكرر المشهد في بلدان أخرى، فعلى سبيل المثال، تشكل النساء ما نسبته 15% من نسبة المقبولين في الجامعات في المملكة المتحدة، و 60% في إيران، وتقدر الفجوة بين الجنسين في نسبة المقبولين في الجامعات في كندا 15%.

## أشكال التمييز بناء على الجنس في التعليم
يمارس التمييز القائم على الجنس ضد المرأة في التعليم بأشكال عدة. أولا، يعتقد العديد من علماء الاجتماع أن النظام التعليمي عبارة عن مؤسسة تعنى بضمان تناقل الموروثات الاجتماعية والثقافية بين الأجيال. وتمارس أشكال التمييزالقائمة، ولاسيما بين الجنسين، في المدارس بطرق رسمية وأخرى غير رسمية.
كما يمارس التمييز ضدهن من خلال تسجيل المقررات خصوصا في المدارس الثانوية، وتشكل ممارسة هذا الوجه من التمييز قضية حساسة إذ أنها تمثل فجوة كبيرة بين الجنسين حيث تحدد المقررات المسموح بدراستها سواء للذكور أو الإناث مما يؤدي بكل جنس إلى مستقبل تعليمي ومهني مختلف، وعلى سبيل المثال، تميل الإناث إلى دراسة عدد أقل من مقررات الرياضيات والمقررات العلمية المتقدمة، مما يؤدي بهم في نهاية المطاف إلى ضعف الاستعداد لمواصلة دراستهن في المراحل العليا. ويمكن ملاحظة أن الإناث لا يلتحقن بمقررات التقنية والحاسب الآلي.

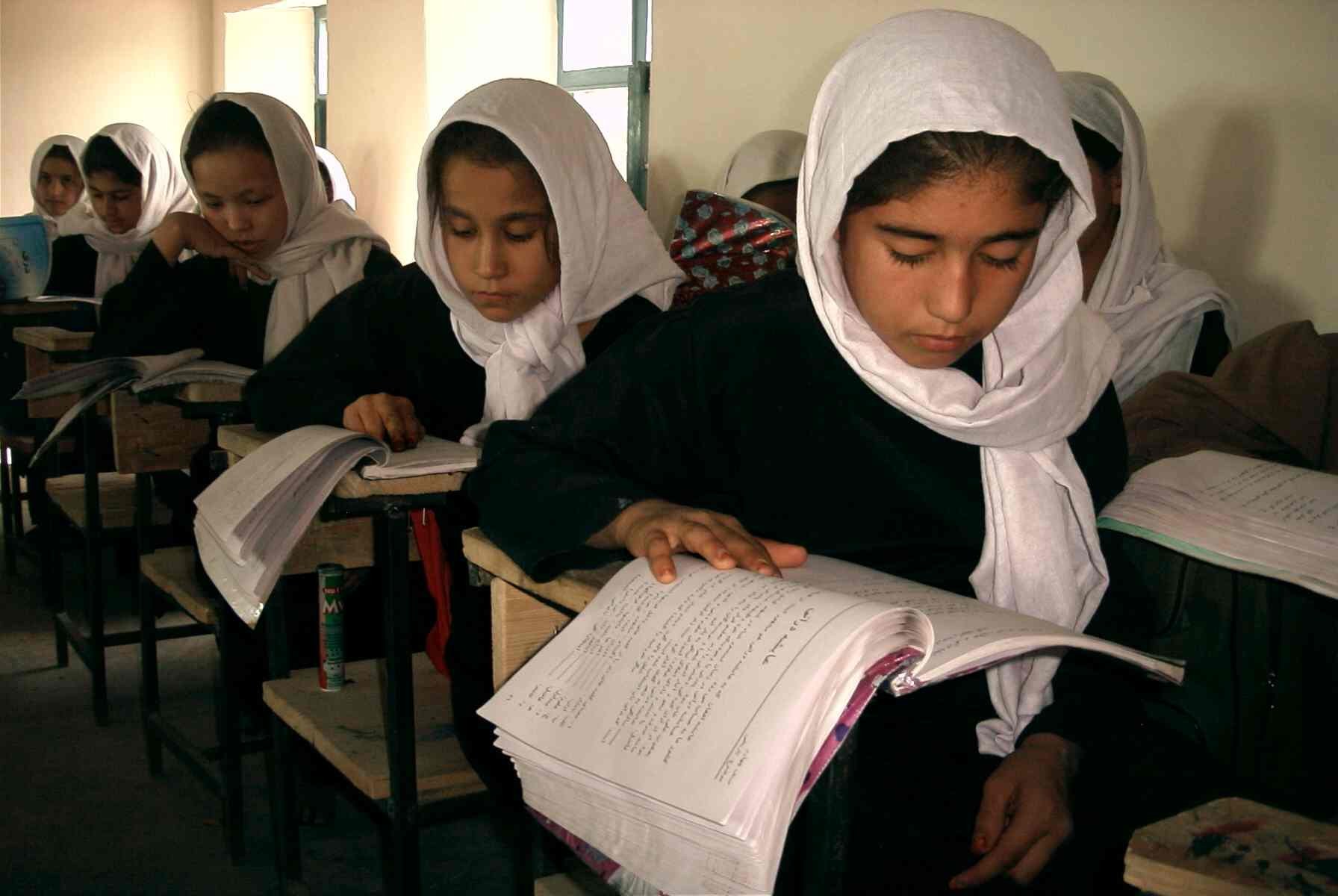
طالبات مدارس في أفغانستان.

إضافة إلى ذلك، تعد المعايير الثقافية من أحد العوامل التي قد تسبب التمييز بين الجنسين في النظام التعليمي، فالمجتمعات تفترض أن على المرأة الالتزام بواجبها الأمومي وأن تحمل على عاتقها الجزء الأكبر من تربية أطفالها، مما يجعلها تشعر بأنها مكرهة على مواصلة مسيرتها التعليمية التي تؤدي بها إلى امتهان تلك الوظائف التي تجعلها تغيب عن المنزل لفترات طويلة، لذا فمن الأفضل أن تبقى في المنزل للقيام بواجبها الأمومي.
وقد يزيد أي منهج خفي من وطأة التمييز في النظام التعليمي، ويقصد بالمنهج الخفي تلك الحالة التي يتفاعل فيها المعلمون مع كلا الجنسين بطريقة تعزز الروابط بين أفراد الجنس الواحد، أو الروابط تبعا للجنس أو المكانة الاجتماعية ، فعلى سبيل المثال، قد يبدي المعلمون اهتماما أكبر تجاه الذكور مما يشجعهم على إبداء رأيهم فيكونوا اجتماعيين أكثر، وعلى خلاف الذكور، فقد تصبح الإناث أكثر هدوءا ويشعرن بأن عليهن أن يصبحن مذعنات ومستسلمات لزملائهن الذكور. ويمكن جعل الطلاب اجتماعيين نظرا لدورهم المتوقع في سن الرشد وفقا لمبدأ التوافق الذي وضعه علماء اجتماع من بينهم صموئيل بولسSamuel Bowles وهيربرت جنتسHerbert Gintis، ويمكن تحفيز الفتيات لتعلم مهارات قيمة في المجالات ذات الأغلبية النسوية، فيما يمكن للفتية أن يتعلموا مهارات القيادة المتعلقة بالمهن التي يستحوذ الرجال على النصيب الأكبر منها. فالفتية، على سبيل المثال، عندما يلتحقون بالمراحل الثانوية وبعد الثانوية في مسيرتهم التعليمية يصبحون أكثر ميلا من زميلاتهم الإناث لدراسة مقررات العلوم والتكنولوجيا والهندسة والرياضيات.

## تبعات التمييز بناء على الجنس في التعليم

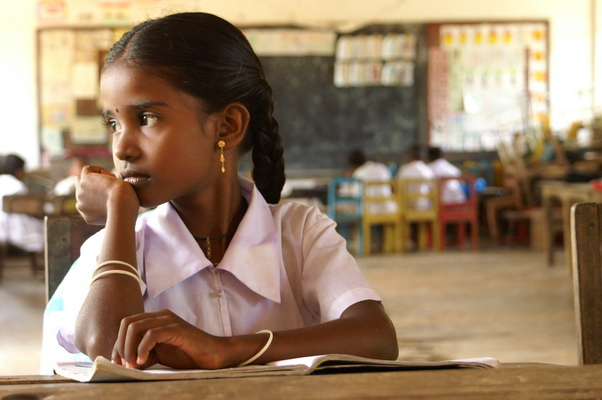
طالبة في مدرسة بسيريلانكا.

يؤدي هذا التمييز إلى فجوة كبيرة بين الجنسين تقع النساء ضحية له، إذ تحصل المرأة على 75 سنتا مقابل كل دولار يحصل عليه الرجل في أمريكا عند حساب المتوسط من إجمالي عدد السكان، أغلبهن ذوات دخل مادي ضعيف ولا يحصلن سوى على الوظائف التي تحددها الصور النمطية نتيجة الاختلاف بين الجنسين في التخصصات. كما يقع على عاتقهن العبء الأكبر من الواجبات المنزلية رغم ارتفاع نسبتهن في إجمالي القوى العاملة. وتؤدي ممارسة هذا التمييز في المدارس الثانوية ضد الإناث أو عند تسجيلهن للمقررات في الكليات إلى ضعف استعداد المرأة أو عدم كفاءتها لامتهان وظائف مرموقة وعالية الدخل. إضافة إلى ذلك، يؤدي هذا التمييز إلى جعل شخصية المرأة أكثر كتمانا وهدوءا وأقل مصداقية بسبب تبعات المناهج الخفية.
وذكرت صحيفة يو اس أي توديه USA Today في عام 2005 أن (الفجوة بين الجنسين في الكليات) كانت تتسع، مضيفة أن 75% من طلاب الكليات في الولايات المتحدة هم من الإناث ، فقد حازت الإناث على ما يقارب 60% من شهادات البكالوريوس بحلول عام 2010.
ومنذ تسعينات القرن العشرين، ازدادت نسبة الالتحاق بالجامعات في أنحاء كندا على نحو كبير، وأكثر ما يلاحظ في هذه النسب هي المعدلات العالية من الملتحقات الإناث، لتفوق بذلك معدلات تسجيل والتحاق قرنائهن الذكور. (Christofides et al., 2006)، ويلاحظ الارتفاع في معدلات التحاق الإناث بالجامعات مقارنة بالذكور أيضا في أرجاء الولايات المتحدة، إذ كان يقابل كل 43 ذكرا 75 أنثى في متوسطات عام 2005 (Marklein, 2005)، ورغم أنه من المهم ملاحظة تزايد معدلات كلا الجنسين في المؤسسات التعليمية ما بعد الثانوية، إلا أنه وفي الوقت ذاته من المهم طرح تساؤل حول أسباب ارتفاع معدلات التحاق الإناث بالجامعات بسرعة أكبر مقارنة بمعدلات التحاق الذكور.
وقد سعى كل من كريستوفيدس وهوي ويانغ (2006) إلى تفسير الفجوة التي بلغت 15% بين الذكور والإناث في الجامعات الكندية بفكرة الجامعة المثالية ، وتطرق دروليت (Drolet 2007) إلى الظاهرة في مقال له بعنوان (إنهاء الفجوة بين الجنسين)أن (الشهادة الجامعية تساهم في توفير مردود مادي للنساء أعلى من ذلك المردود الذي قد يحصلن عليه إن كن يحملن شهادة دبلوم ما بعد الثانوية، لأن الرجال هم الأوفر حظا عادة لامتهان الوظائف ذات الدخل المادي الجيد حتى وإن كانوا لم يلتحقوا بالتعليم بعد الثانوي.

## الفجوة بين الجنسين في التعليم
غالبا ما يركز النقاد في مسألة الفجوة بين الجنسين في التعليم على المميزات التي يتمتع بها الذكور على حساب الإناث في مقررات العلوم والرياضيات، إلا أنهم لم ينجحوا في إدراك ماهية تدني مستويات الذكور مقارنة بالإناث في مهارات الكتابة والقراءة، وتشير أحدث نتائج الاختبارات الوطنية التي جمعتها لجنة التقييم الوطني للتقدم التعليمي –في واقع الأمر- إلى أن الإناث بلغن نفس درجة الذكور من حيث الآداء في القراءة في كافة المراحل العمرية إن لم يتجاوزنها، فالفجوة في محو الأمية في الصف الرابع تشير إلى كون الذكور متأخرين في النمو بعامين عن متوسط قدرات الفتاة في القراءة والكتابة. وكشفت الإحصائيات التي قامت بها خدمة اختبار المستوى التعليمي لطلاب المدارس المتوسطة أن الفجوة بين الذكور والإناث في الصف الثامن تتخطى ستة أضعاف الفجوة الحاصلة بينهم في مقرر الاستدلال الرياضي والذي يتفوق فيه الذكور على قرنائهم الإناث، وانتشرت هذه النتائج حول العالم إذ أن الجمعية الدولية لتقييم التحصيل التربوي وجدت أن نوع الجنس هو أكثر المؤشرات نجاحا لتقييم التحصيل التربوي في دراسة شملت 14 دولة.
ونسبت بعض الدراسات هذه التفاوتات إلى عوامل رئيسية عدة، أولها يرجع إلى الاختلاف الفطري في وظيفة المخ بين الذكر والأنثى، فالنصف الأيسر من مخ الأنثى يمتاز بوجود مراكز التحدث والقراءة والكتابة، فيما يمنحها النصف الأيمن ميزة الشعور بالرحمة ويساعدها على الفهم الجيد لمشاعرها والتفكير فيها وفي مشاعر الآخرين، لذا فإن كلا النصفين يساهمان بفعالية في ممارسة مهارات القراءة والكتابة الضرورية. وفي الجانب المقابل، فإن النصف الأيسر من مخ الذكر يساعده في تذكر الحقائق واسترجاع القواعد وتصنيفها، فيما يقوم الجانب الأيمن من المخ بوظائف تختص بالمهارات الحسية والحركية والتي تمكنهم من التفوق في المواضيع الخاصة بالجيولوجيا والعلوم والرياضيات. إضافة إلى أن المعوقات في إرشادات التعليم للذكور هي عبارة عن قانون مجتمع Boy Code غير المدون والذي طبق على الذكور فجردهم من أحاسيسهم ومشاعرهم وأصبحوا لا يعبرون عنها لتقل نسبة مشاركتهم لوجهات نظرهم المتعلقة بالأدب مثلما أنهم قليلو الإفصاح لمعلميهم عن الصعوبات التي يواجهونها أو شعورهم بالإحباط أو مجرد الإفصاح عن عدم فهمهم لمحتوى الدرس. وعوضا عن ذلك، يشعرون بالملل والحيرة ويتلقون التوبيخ ويتركون مقاعد الدراسة بأعداد كبيرة.
وألقى كل من بوث وجونز وبروس (Booth, Johns, and Bruce 2004)الضوء على الحقائق التي تشير إلى أن (الذكور لا يؤدون جيدا في مهارات القراءة والكتابة على غرار الإناث، وغالبا ما يدرسون في فصول تعليمية خاصة، ومعدلات تسربهم الدراسي أعلى من الإناث مما يقلص فرص التحاقهم بالجامعات). ويواجه الذكور العديد من الصعوبات فيما يتعلق بمهارات القراءة والكتابة ويوضح هذا المقال العديد من الجوانب في مهارات القراءة والكتابة والتي من المحتمل أن تنشأ منها هذه الصعوبات. وتتمثل هذه الصعوبات، على سبيل المثال لا الحصر، في هويتهم الجنسية ومشاكلهم الاجتماعية والثقافية والدين والتكنولوجيا والثقافات المدرسية وأنماط التدريس والمناهج وفشل تعليم ما قبل الخدمة والتعليم المقدم.
ومن المهم أيضا أن يأخذ في عين الاعتبار جانبين مهمين يتعلقان بالذكور وبرامج محو الأمية مثلما طرحا في مقال بوث المستقى من العمل المشترك بين سميث وويهيلم (2002 Smith and Wilhelm). الجانب الأول هو الإنجاز، فالذكور إجمالا يستغرقون وقتا أطول من الإناث في التعلم على الرغم من تفوقهم على الإناث عندما يتعلق الأمر «باسترجاع المعلومات وأدائهم في الأنشطة المتعلقة بمهارات التعلم». ونتيجة لذلك، فإنه من المهم أن يختار المعلم الأنشطة المناسبة للتركيز على جوانب القوة لدى الذكور في مهارات التعلم ومعالجة جوانب الضعف وتقويمها. وإضافة إلى ذلك، يقضي الذكور وقتا أقل من الإناث في القراءة أثناء الفراغ، الأمر الذي يلعب دورا محوريا في كون الإناث إجمالا «يفهمن النصوص السردية والإيضاحية أفضل مما يفهمها الذكور». ويقترح تابسكوت (2009) في كتابه (النمو بصورة رقمية) طرق أخرى لوضعها في الاعتبار حتى تعالج الصعوبات التعليمية التي يواجهها الذكور: " يبدو أن الذكور قادرون على فهم الصور المرئية على نحو جيد... شهدت دراسة أعدت في جامعة هايوورد في ولاية كاليفورنيا ارتفاعا في درجات الاختبار بنسبة 11 إلى 16% عندما تم تغيير طرق التدريس لتضمين المزيد من الصور. ويؤكد كل من سميث وويلهم (2002 Smith and Wilhelm) على أن للذكور نظرة دونية أكبر اتجاه قدارتهم في القراءة من تلك النظرة الدونية التي تمتلكها الإناث اتجاه قدراتهن في القراءة" 

### إجراءات وحلول محتملة
يعد ترك حرية الاختيار للدراسة في الفصول حسب نوع الجنس من أولى محاولات التغيير في الفصول التعليمية، وتركت مدارس هاميلتون وأونتاريو وسيسل بي ستيرلنج الابتدائية/التمهيدية الخيار لطلابها في الصفين السابع والثامن ولأولياء أمورهم للتسجيل إما في فصول الذكور أو في فصول الإناث أو في فصول محو الأمية المختلطة. وقد كانت الفصول غير المختلطة منتشرة. رغم أنه لا توجد أية دراسات قد أشارت إلى أية فائدة إحصائية من فصول محو الأمية غير المختلطة إلا أن ردة الفعل العامة للذكور كانت إيجابية، وهذه أحدها (أحب فكرة عدم تواجد أية أنثى في الفصل وبالتالي لا يمكن أن نكون شاردو الذهن) [...] ومن الممكن تحقيق درجات أعلى والتركيز أكثر."
ونظرا لأنه لا يمكن دائما فتح فصول دراسية للذكور فقط، فإن المسؤولية تقع حينها على عاتق مدرس محو الأمية لتوسيع نطاق تعريف محو الأمية من برامج محو الأمية الثرية بالأدب لعرض مجموعة متنوعة من النصوص للطلاب بما في ذلك النصوص الواقعية واللاقصصية (المجلات والنصوص الإعلامية، وما إلى ذلك)والتي يقرأها الذكور غالبا؛ إضفاء التشويق وإتاحة الفرصة لاختيار طريقة تلقي الدروس في فصول محو الأمية وتوسيع أساليب تعليم القراءة والكتابة لتتحول إلى واقع عملي من خلال التدريب وجعل التعليم تفاعليا وقائما على حل المشكلات وملائما لقدرات الذكور، إضافة إلى توفير البيئة التعليمية المشجعة التي تراعي سرعة التعلم الفردية لكل طفل إلى جانب خلق بيئة لهم للإحساس بالكفاءة.
وقد تشمل الممارسات اليومية الأخرى التي تهدف إلى «إنهاء الفجوة بين الجنسين» في برامج محو الأمية في الفصول الدراسية التالي:
- استغلال نقاط القوة البصرية-المكانية - تلك القدرات التي تمكن الفرد من إدارك العلاقات المكانية بين الأشياء من حيز رؤية الشخص- للذكور (أشرطة الأفلام / القصص المصورة).

- استخدام وسائل التدريب العملي (المواقع الإلكترونية/ نشرات التوزيع المجانية).

- دمج الوسائل التقنية (ألعاب الحاسب الآلي التعليمية، سايبرهنت (Cyberhunts) وهو مصطلح يشير إلى نشاط ما عبر الإنترنت يقوم خلاله المتعلمون باستخدام الإنترنت كوسيلة لإيجاد أجوبة لأسئلة معينة تختص بموضوع محدد أو مجال ما كتب عنه شخص آخر).

- تخصيص أوقات معينة للتنقل بين أنشطة مسرح القارئ (أسلوب يتبع في المسرح ولا يقوم الممثلون خلاله بحفظ السطور ظهرا عن قلب بل يستخدمون تعابير صوتية لمساعدة الجمهور على فهم القصة) ومهارات الاستذكار الفعالة).

- إتاحة المجال للمنافسة مثل المشاركة في (مسابقة سبلنج بي، برنامج المحك، لعبة الجلاد).

- إنتقاء الكتب المشوقة للذكور (توفير كتب للمطالعة مثل كتاب Boy's Rack في مكتبة الصف).

- توفير الطلاب الذكور القدوة ليحتذى بهم (يقدم الطلاب الذكور من المدارس الثانوية دروس خصوصية للطلاب الصغار في القراءة).

- برامج قراءة للذكور فقط (نادي القراءة للذكور فقط).

## الفجوة بين الجنسين وأطفال التعليم المنزلي
ولا تعد المدارس بيئة فلسفية أو اجتماعية أو ثقافية، فالبنية الاجتماعية للعديد منها لا تؤتي بنتائج معقولة للعديد من الفتية، ويرى العديد من الآباء الذين يعلمون أبنائهم في المنازل أنه لا يوجد فرق كبير بين الجنسين في نتائج الاختبارات الأكاديمية. وأظهرت دراسة أعدتها جمعية الدفاع القانوني عن التعليم المنزلي HSLDA أن نتائج نجاح الذكور الذين يتلقون التعليم المنزلي بلغت 87% مقابل 88% للإناث وهي نتائج شبه متساوية. ويعد حصول أحد الأبوين على شهادة في التعليم ما بعد الثانوي من العوامل الرئيسية في رفع المستوى التحصيلي للطالب. إن التمييز العنصري والتمييز المبني على الخلفية الاجتماعية والاقتصادية أقل وضوحا من أشكال التمييز الأخرى.